# Escuts i banderes de l'Alt Vinalopó
Els escuts i banderes de l'Alt Vinalopó són el conjunt de símbols que representen els municipis d'aquesta comarca.
En aquest article s'hi inclouen els escuts i les banderes oficialitzats per la Generalitat Valenciana i els que se van aprovar per l'administració de l'Estat abans de les transferències a la Generalitat Valenciana, així com altres que no han estat oficialitzats.

## Escuts oficials

Escut de Beneixama Aprovat 30 d'abril de 2004.
Escut del Camp de Mirra Aprovat el 30 de maig de 2014.
Escut de la Canyada Aprovat el 9 de juliol de 1998.
Escut de Salines Aprovat el 10 de febrer de 2006.
Escut de Saix Modificat el 27 de maig de 2022
Escut de Villena Rehabilitat el 4 d'octubre de 2012.

## Escuts sense oficialitzar

Escut de Biar

## Banderes oficials

Bandera de Salines Aprovada el 31 de gener de 2019.